# フランシス・グローヴナー (第8代ウィルトン伯爵)
第8代ウィルトン伯爵フランシス・エジャートン・グローヴナー（英語: Francis Egerton Grosvenor, 8th Earl of Wilton、1934年2月8日 – ）、通称フランシス・エブリー（Francis Ebury）は、イギリスの貴族。

## 略歴
第5代エブリー男爵ロバート・エジャートン・グローヴナーと1人目の妻アン（1982年没、旧姓アクランド＝トロイト（Acland-Troyte）、ハーバート・ウォルター・アクランド＝トロイトの娘）の長男として、1934年2月8日に生まれた。イートン・カレッジで教育を受けた。
1957年5月5日に父が死去すると、エブリー男爵位を継承した。貴族院では1958年7月9日に初演説した。
JPモルガン社のロンドン、メルボルンと香港支社で25年間働き、最終的には同社の南アジア・ヒューマンリソース部長に昇進した。1994年に退職して、ヴィクトリア州マウント・マセドンに引退した後、1995年にメルボルン大学に入学、1996年に教養学部でGDip（Graduate Diploma in Arts）を修得、1997年に同じく教養学部でPGDip（Postgraduate Diploma in Arts）を修得した後、2001年4月にPh.Dの学位を修得した。
1999年に遠戚にあたる第7代ウィルトン伯爵シーモア・ウィリアム・アーサー・ジョン・エジャートンが死去すると、ウィルトン伯爵位を継承した。同年11月、1999年貴族院法により貴族院での議席を失った。
2007年6月から2017年5月25日までメルボルンのヴィクトリアン・オペラ社の役員を務めた。ほかにもビクトリア国立美術館に多額の寄付をして、同美術館財団のメンバーになった。
2019年時点でウェストミンスター侯爵位の推定相続人である。

## 家族
1957年12月10日、ギリアン・エルフリダ・アストリー・ソームズ（Gillian Elfrida Astley Soames、マーティン・ローランド・ソームズの娘）と結婚、1男をもうけたが、1962年に離婚した。
- ジュリアン・フランシス・マーティン（1959年6月8日 – ） - 1987年、ダニエレ・ロッシ（Danielle Rossi、セオ・ロッシの娘）と結婚、子供あり。2人は1990年に離婚した[2][3]

1963年3月8日、カイラ・アスリン（Kyra Aslin、ライエル・レロイ・アスリンの娘）と再婚したが、1973年に離婚した。
1974年、スーザン・ジーン・サックリング（Suzanne Jean Suckling、2018年没、グラハム・サックリングの娘）と再婚、1女をもうけた。
- ジョージナ・ルーシー（Georgina Lucy、1973年3月29日 – 2003年） - 2000年、ピーター・ミッテヴ（Peter Mitev）と結婚[2][3]